# Championnat du Venezuela de football 2009-2010
Navigation
Saison 2008-2009 Saison 2010-2011
La saison 2009-2010 du championnat du Venezuela de football est la cinquante-quatrième édition du championnat de première division professionnelle au Venezuela et la quatre-vingt-dixième saison du championnat national. 
Le championnat est scindé en deux tournois saisonniers où les dix-huit équipes engagées s'affrontent une seule fois. Le vainqueur de chaque tournoi participe à la finale nationale et obtient son billet pour la Copa Libertadores. Un classement cumulé des deux tournois permet de déterminer le troisième club participant à la Copa Libertadores, le club qualifié pour la Copa Sudamericana (en compagnie du vainqueur de la Copa Venezuela) ainsi que les deux clubs relégués en Segunda A.
C'est le Caracas FC, tenant du titre, qui remporte à nouveau la compétition, après avoir gagné le tournoi Clausura puis battu le Deportivo Táchira (vainqueur du tournoi Apertura) en finale nationale. C'est le onzième titre de champion de l'histoire du club, qui réussit même le doublé en s'imposant en finale de la Copa Venezuela face à Trujillanos.

## Les clubs participants
| - Aragua FC - Caracas FC - Mineros de Guayana - Trujillanos FC - Promu de Segunda A - Zulia FC - Atlético El Vigía - Llaneros FC - Deportivo Italia - Club Deportivo Lara | - Monagas SC - Centro Italo FC - Promu de Segunda A - Deportivo Táchira - Carabobo FC - Zamora FC - Yaracuyanos Fútbol Club - Promu de Segunda A - Real Esppor Club - Promu de Segunda A - Estudiantes de Mérida - Deportivo Anzoátegui |

## Compétition
Le barème utilisé pour établir les différents classements est le suivant :
- Victoire : 3 points
- Match nul : 1 point
- Défaite : 0 point

### Tournoi Apertura
| Rang | Équipe                | Pts | J  | G  | N | P  | Bp | Bc | Diff |
| ---- | --------------------- | --- | -- | -- | - | -- | -- | -- | ---- |
| 1    | Deportivo Táchira     | 37  | 17 | 11 | 4 | 2  | 25 | 7  | +18  |
| 2    | Deportivo Italia      | 36  | 17 | 11 | 3 | 3  | 26 | 14 | +12  |
| 3    | Caracas FCT           | 35  | 17 | 10 | 2 | 4  | 35 | 14 | +21  |
| 4    | Club Deportivo Lara   | 30  | 17 | 8  | 6 | 3  | 23 | 13 | +10  |
| 5    | Trujillanos FCP       | 28  | 17 | 8  | 4 | 5  | 31 | 21 | +10  |
| 6    | Deportivo Anzoátegui  | 26  | 17 | 8  | 2 | 7  | 22 | 19 | +3   |
| 7    | Mineros de Guayana    | 25  | 17 | 7  | 4 | 6  | 22 | 21 | +1   |
| 8    | Zulia FC              | 24  | 17 | 7  | 3 | 7  | 27 | 29 | -2   |
| 9    | Estudiantes de Mérida | 23  | 17 | 5  | 8 | 4  | 21 | 15 | +6   |
| 10   | Atlético El Vigía     | 23  | 17 | 7  | 2 | 8  | 26 | 31 | -5   |
| 11   | Zamora FC             | 22  | 17 | 6  | 4 | 7  | 19 | 27 | -8   |
| 12   | Monagas SC            | 21  | 17 | 6  | 3 | 8  | 32 | 32 | 0    |
| 13   | Yaracuyanos FCP       | 21  | 17 | 6  | 3 | 8  | 20 | 29 | -9   |
| 14   | Aragua FC             | 19  | 17 | 4  | 7 | 6  | 11 | 18 | -7   |
| 15   | Real Esppor ClubP     | 17  | 17 | 4  | 5 | 8  | 12 | 21 | -9   |
| 16   | Centro Italo FCP      | 14  | 17 | 3  | 5 | 9  | 19 | 26 | -7   |
| 17   | Carabobo FC           | 13  | 17 | 2  | 7 | 8  | 16 | 29 | -13  |
| 18   | Llaneros FC           | 7   | 17 | 1  | 4 | 12 | 18 | 39 | -21  |

|  | Qualification pour la Copa Libertadores 2011 et la finale nationale |
|  | T : Tenant du titre P : Promu de Segunda A                          |

### Torneo Clausura
| Rang | Équipe                | Pts | J  | G  | N | P  | Bp | Bc | Diff |
| ---- | --------------------- | --- | -- | -- | - | -- | -- | -- | ---- |
| 1    | Caracas FCT Cl        | 35  | 17 | 10 | 5 | 2  | 31 | 16 | +15  |
| 2    | Deportivo TáchiraAp   | 35  | 17 | 10 | 5 | 2  | 28 | 15 | +13  |
| 3    | Deportivo Italia      | 33  | 17 | 10 | 3 | 4  | 36 | 16 | +20  |
| 4    | Club Deportivo Lara   | 29  | 17 | 7  | 8 | 2  | 26 | 17 | +9   |
| 5    | Zulia FC              | 29  | 17 | 9  | 2 | 6  | 26 | 21 | +5   |
| 6    | Trujillanos FCP       | 28  | 17 | 8  | 4 | 5  | 21 | 16 | +5   |
| 7    | Zamora FC             | 28  | 17 | 8  | 4 | 5  | 26 | 22 | +4   |
| 8    | Atlético El Vigía     | 24  | 17 | 7  | 3 | 7  | 26 | 29 | -3   |
| 9    | Deportivo Anzoátegui  | 23  | 17 | 6  | 5 | 6  | 17 | 20 | -3   |
| 10   | Aragua FC             | 22  | 17 | 7  | 1 | 9  | 22 | 27 | -5   |
| 11   | Real Esppor ClubP     | 21  | 17 | 6  | 3 | 8  | 27 | 27 | 0    |
| 12   | Monagas SC            | 19  | 17 | 5  | 4 | 8  | 19 | 30 | -11  |
| 13   | Carabobo FC           | 18  | 17 | 4  | 6 | 7  | 16 | 23 | -7   |
| 14   | Estudiantes de Mérida | 17  | 17 | 3  | 8 | 6  | 17 | 23 | -6   |
| 15   | Mineros de Guayana    | 17  | 17 | 3  | 8 | 6  | 17 | 24 | -7   |
| 16   | Llaneros FC           | 15  | 17 | 4  | 3 | 10 | 20 | 28 | -8   |
| 17   | Yaracuyanos FCP       | 14  | 17 | 3  | 5 | 9  | 20 | 27 | -7   |
| 18   | Centro Italo FCP      | 12  | 17 | 3  | 3 | 11 | 17 | 29 | -12  |

|  | Qualification pour la Copa Libertadores 2011 et la finale nationale |
|  | T : Tenant du titre P : Promu de Segunda A                          |

### Classement cumulé
| Rang | Équipe                | Pts | J  | G  | N  | P  | Bp | Bc | Diff |
| ---- | --------------------- | --- | -- | -- | -- | -- | -- | -- | ---- |
| 1    | Deportivo Táchira     | 72  | 34 | 21 | 9  | 4  | 53 | 22 | +31  |
| 2    | Caracas FCTC          | 70  | 34 | 21 | 7  | 6  | 66 | 30 | +36  |
| 3    | Deportivo Italia      | 69  | 34 | 21 | 6  | 7  | 62 | 31 | +31  |
| 4    | Club Deportivo Lara   | 59  | 34 | 15 | 14 | 5  | 49 | 30 | +19  |
| 5    | Trujillanos FCP       | 56  | 34 | 16 | 8  | 10 | 52 | 37 | +15  |
| 6    | Zulia FC              | 53  | 34 | 16 | 5  | 13 | 53 | 50 | +3   |
| 7    | Zamora FC             | 50  | 34 | 14 | 8  | 12 | 45 | 49 | -4   |
| 8    | Deportivo Anzoátegui  | 49  | 34 | 14 | 7  | 13 | 39 | 39 | 0    |
| 9    | Atlético El Vigía     | 47  | 34 | 14 | 5  | 15 | 52 | 60 | -8   |
| 10   | Mineros de Guayana    | 42  | 34 | 10 | 12 | 12 | 39 | 45 | -6   |
| 11   | Aragua FC             | 41  | 34 | 11 | 8  | 15 | 33 | 45 | -12  |
| 12   | Estudiantes de Mérida | 40  | 34 | 8  | 16 | 10 | 38 | 38 | 0    |
| 13   | Monagas SC            | 40  | 34 | 11 | 7  | 16 | 51 | 52 | -1   |
| 14   | Real Esppor ClubP     | 38  | 34 | 10 | 8  | 16 | 39 | 48 | -9   |
| 15   | Yaracuyanos FCP       | 35  | 34 | 9  | 8  | 17 | 40 | 56 | -16  |
| 16   | Carabobo FC           | 31  | 34 | 6  | 13 | 15 | 32 | 52 | -20  |
| 17   | Centro Italo FCP      | 26  | 34 | 6  | 8  | 20 | 36 | 55 | -19  |
| 18   | Llaneros FC           | 22  | 34 | 5  | 7  | 22 | 38 | 67 | -29  |

|  | Qualification pour la Copa Libertadores 2011                                  |
|  | Qualification pour la Copa Sudamericana 2010                                  |
|  | Relégation directe en Segunda A                                               |
|  | T : Tenant du titre C : Vainqueur de la Copa Venezuela P : Promu de Segunda A |

- En tant que vainqueur du championnat et de la Copa Venezuela, Caracas FC se qualifie à la fois pour la Copa Libertadores 2011 et la Copa Sudamericana 2010.

#### Finale pour le titre
| Équipe 1   | Résultat | Équipe 2          | Aller | Retour |
| ---------- | -------- | ----------------- | ----- | ------ |
| Caracas FC | 5 - 1    | Deportivo Táchira | 1 - 0 | 4 - 1  |

## Bilan de la saison
| Championnat du Venezuela de football 2009-2010 |                        |
| Champion                                       | Caracas FC (11e titre) |
| Coupes et trophées                             |                        |
| Vainqueur de la Coupe du Venezuela 2009-2010   | Caracas FC             |
| Qualifications continentales                   |                        |
| Copa Libertadores 2011                         | Caracas FC             |
| Copa Libertadores 2011                         | Deportivo Táchira      |
| Copa Libertadores 2011                         | Deportivo Italia       |
| Copa Sudamericana 2010                         | Caracas FC             |
| Copa Sudamericana 2010                         | Club Deportivo Lara    |
| Copa Sudamericana 2010                         | Trujillanos FC         |
| Promotions et relégations                      |                        |
| Promus en Primera División                     | Atlético Venezuela     |
| Promus en Primera División                     | Caroní FC              |
| Relégués en Segunda A                          | Centro Italo FC        |
| Relégués en Segunda A                          | Llaneros FC            |